# Mysmenopsis cube
Mysmenopsis cube — вид аранеоморфних павуків родини місменових (Mysmenidae). Описаний у 2020 році.

## Назва
Видова назва вказує на типове місцезнаходження виду — водно-болотні угіддя Laguna de Cube.

## Поширення
Ендемік Еквадору. Поширений в провінціях Есмеральдас та Санто-Домінго-де-лос-Тсачилас на північному заході країни.

## Опис
Чоловічий голотип сягав 1,7 мм завдовжки, а жіночий паратип — 2,09 мм.

## Спосіб життя
Клептопаразит. Живе у ловчих сітках павуків Linothele tsachilas, де підбирає меншу здобич.